# 박현수 (바둑 기사)
박현수(朴炫洙, 2000년 4월 26일 ~ )는 대한민국의 바둑 기사이다.

## 약력
양천대일 바둑도장 출신으로 전투형 바둑을 둔다. 2016년 137회 입단대회를 통해 프로에 입단했고 제4회 메지온배 오픈신인왕전 본선 8강에 진출했으며 KB국민은행 퓨처스리그와 KB국민은행 바둑리그에 각각 출전했다. 2017년 제5기 합천군 초청 하찬석 국수배 영재바둑대회 8강과 크라운해태배 본선 8강에 올랐다. 12월 2단으로 승단했고 이듬해 제6기 하찬석국수배 영재바둑대회와 제6회 합천군초청 한·중·일·대 영재바둑대회에서 우승을 차지했다. 2019년과 2020년 합천 역대영재VS여자정상 연승대항전에 출전했다. 2020년 4단을 거쳐 2022년에 5단으로 승단했다.